# Массино-Висконти
Массино-Висконти (итал. Massino Visconti) — коммуна в Италии, располагается в регионе Пьемонт, в провинции Новара.
Население составляет 1088 человек (2008 г.), плотность населения составляет 181 чел./км². Занимает площадь 6 км². Почтовый индекс — 28040. Телефонный код — 0322.
В коммуне 2 февраля особо празднуется Сретение Господне (Candelora).

## Демография
Динамика населения:

## Администрация коммуны
- Официальный сайт: http://www.comune.massinovisconti.no.it/